# Ken Waters
Pour les articles homonymes, voir Waters.
Pas d'image ? Cliquez ici

a Compétitions nationales et continentales officielles uniquement.

b Matchs officiels uniquement.
Ken Waters, né le 9 octobre 1961 à Cwmbran (pays de Galles), est un joueur international gallois de rugby à XV évoluant au poste de talonneur.

## Biographie
Le 6 décembre 2018, il annonce être atteint de la maladie de Charcot.